# ژارلی
ژارلی (قزاقی: Жарлы) یک رودخانه در استان قراغندی کشور قزاقستان است.